# St. Petrus (Trugenhofen)

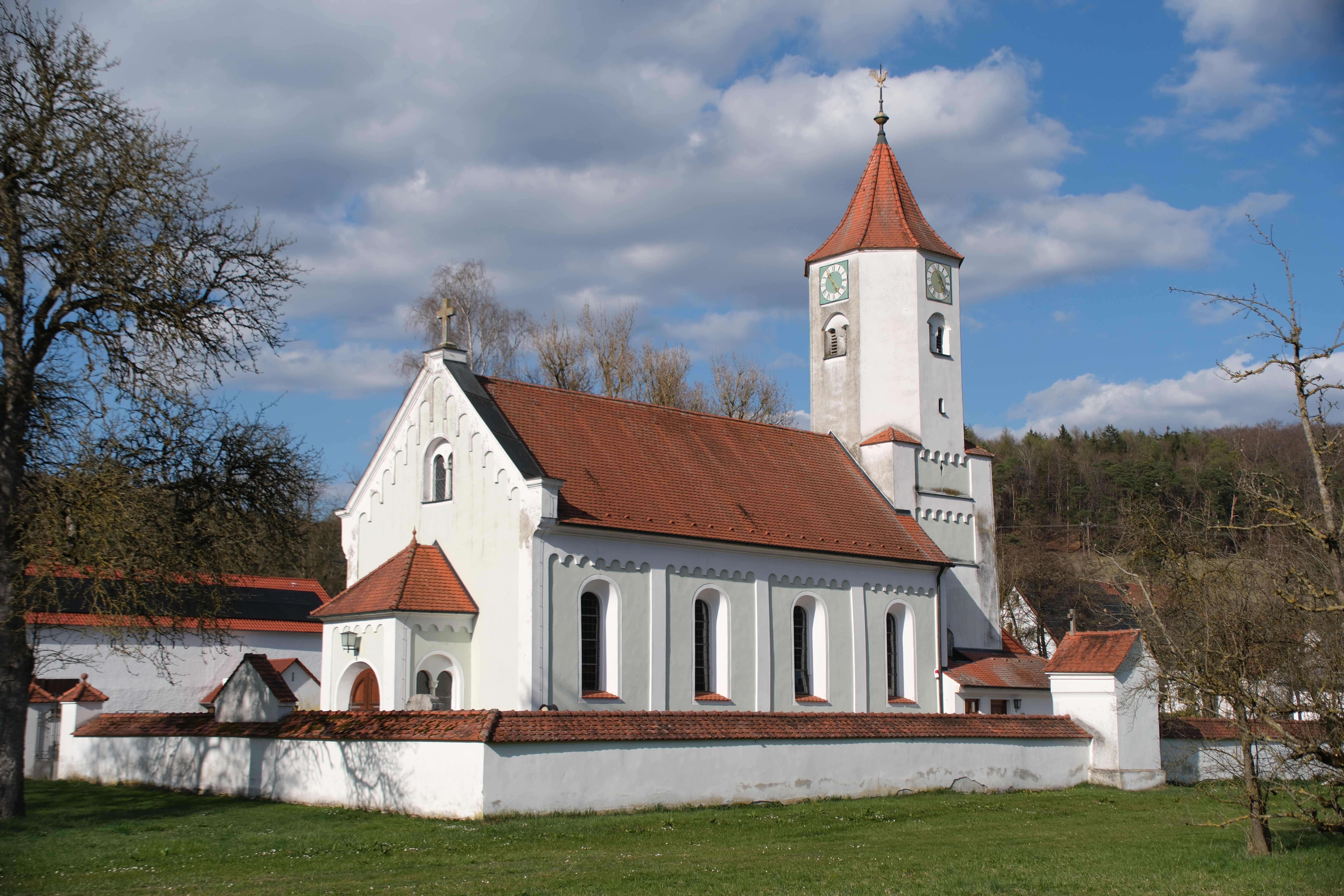
St. Petrus in Trugenhofen

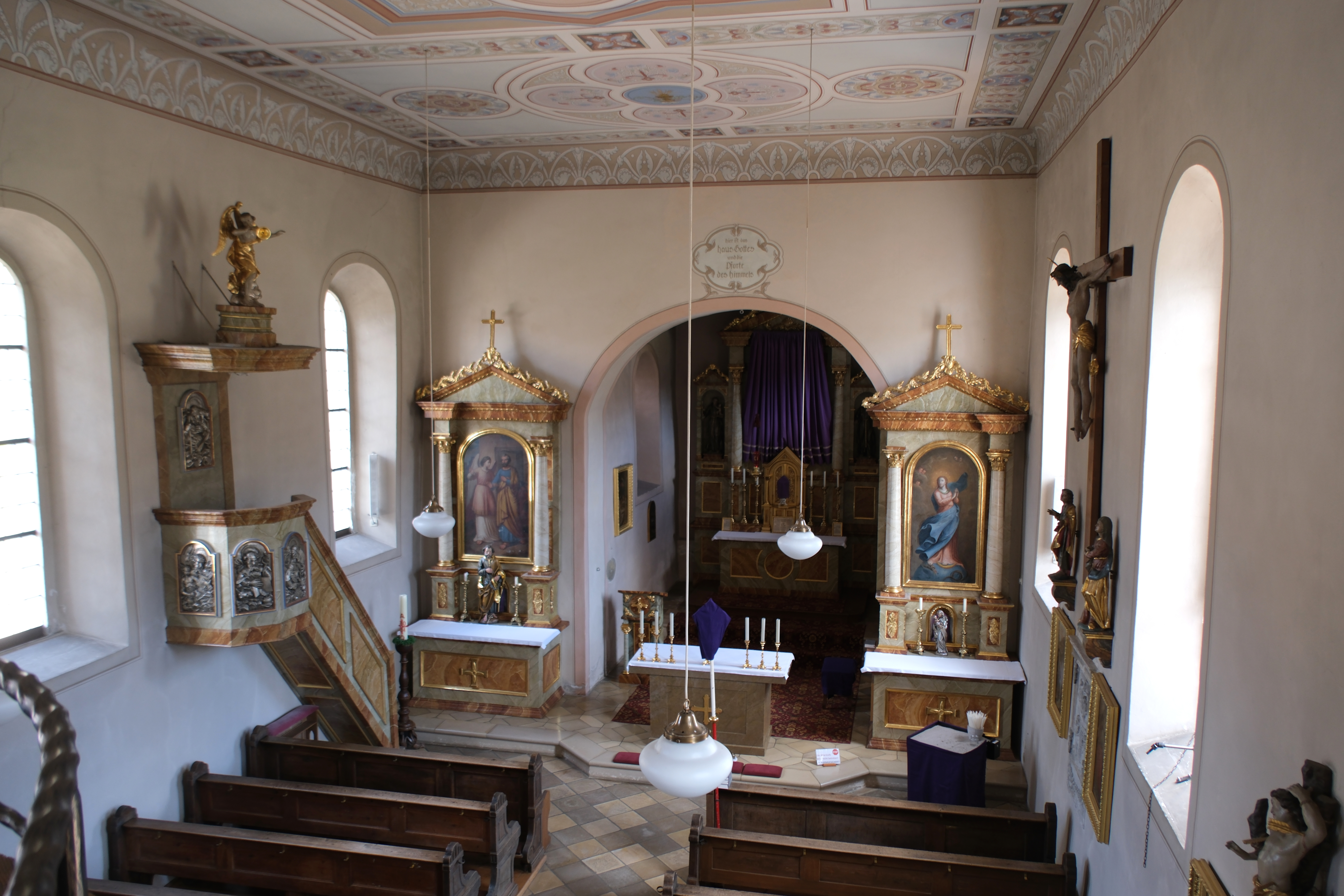
Innenansicht

Die römisch-katholische Pfarrkirche St. Petrus steht in Trugenhofen, einem Gemeindeteil des Marktes Rennertshofen im oberbayerischen Landkreis Neuburg-Schrobenhausen. Sie ist in der Liste der Baudenkmäler in Rennertshofen unter der Nummer D-1-85-153-100 eingetragen. Die Kirche gehört zum Dekanat Neuburg-Schrobenhausen des Bistums Augsburg.

## Beschreibung
Die im Kern spätromanische Saalkirche wurde um 1489 umgestaltet und 1752/53 barock verändert. Sie besteht aus dem 1903 nach Westen verlängerten Langhaus und dem Chorturm auf quadratischem Grundriss im Osten, der 1585 um ein achteckiges Geschoss, das die Turmuhr und den Glockenstuhl enthält, erhöht und mit einem spitzen Helm bedeckt wurde.
Das Langhaus ist mit einer Flachdecke überspannt, ebenso der Chor im Erdgeschoss des Turms. Die neuromanischen Seitenaltäre wurden 1903 geschaffen. Ein um 1780/85 entstandenes Gemälde der Immaculata von Joseph Leitkrath ist an der Südwand angebracht. Das Epitaph für Veit von Trugenhofen († 1560) zeigt ein Relief mit Darstellung der Taufe Christi in einer Ädikularahmung, das für Ruland von Trugenhofen († 1593) weist eine flach reliefierte Ganzfigur auf.
Die Orgel mit sechs Registern auf einem Manual und Pedal wurde 1907 von der Firma Steinmeyer erbaut.